# David Castañeda
David Castañeda (ur. 24 października 1989 w Los Angeles) – amerykański aktor.

## Życiorys
David Castañeda urodził się 24 października 1989 roku w Los Angeles, a wychował w zachodnim Meksyku, w stanie Sinaloa. Do Stanów Zjednoczonych powrócił w wieku 14 lat i uczęszczał do Workman High School w Industry. David studiował inżynierię lądową, mając zamiar przejąć rodzinny biznes. W 2007 roku zmienił jednak kierunek i studiował produkcję filmową i biznes międzynarodowy na California State University, w miejscowości Fullerton. W 2015 roku David Castañeda ukończył studia.

## Kariera
David Castañeda zajmuje się aktorstwem odkąd miał 17 lat, jednak zaczął traktować aktorstwo poważnie dopiero podczas prac filmowych w seminarium na uniwersytecie. Castañeda wystąpił w kilku produkcjach otrzymując role drugoplanowe, jak w filmie Bogowie ulicy. W 2013 roku wcielił się w rolę Jorge'a w serialu telewizyjnym Switched at Birth. Pod koniec 2016 dołączył do obsady filmu Sicario 2: Soldado, który ukazał się w 2018 roku. W 2018 roku otrzymał rolę główną w filmie El Chicano oraz rolę drugoplanową w filmie Więźniowie dzielnicy.
W 2017 roku został obsadzony w jego najważniejszej roli w serialu produkcji Netflixa pt. The Umbrella Academy, Diego Hargreeves/Numer Dwa/The Kraken.

## Filmografia

### Filmy
| Rok  | Tytuł                              | Tytuł oryginalny                       | Rola               | Uwaga                | Źr.    |
| ---- | ---------------------------------- | -------------------------------------- | ------------------ | -------------------- | ------ |
| 2011 | Maddoggin                          | Maddoggin                              | Pedro González     | Film krótkometrażowy | [ 5 ]  |
| 2012 | Bogowie ulicy                      | End of Watch                           | Meksykański kowboj |                      | [ 4 ]  |
| 2015 | Bound & Babysitting                | Bound & Babysitting                    | Eddie              |                      | [ 10 ] |
| 2015 | Wybryk natury                      | Freaks of Nature                       | Tony Cerone        |                      | [ 11 ] |
| 2017 | The Legend of Master Legend        | The Legend of Master Legend            | Mandy Mandujano    | Film krótkometrażowy | [ 12 ] |
| 2018 | Sicario 2: Soldado                 | Sicario: Day of the Soldado            | Hector             |                      | [ 7 ]  |
| 2019 | Koniec żartów                      | Standing Up, Falling Down              | Ruis               |                      | [ 4 ]  |
| 2019 | Więźniowie dzielnicy               | We Die Young                           | Rincon             |                      | [ 4 ]  |
| 2020 | Windykator                         | The Tax Collector                      | Vargas             |                      | [ 4 ]  |
| 2021 | Winni                              | The Guilty                             | Tim Gerachi        |                      | [ 13 ] |
| 2025 | Ballerine. Z uniwersum Johna Wicka | From the World of John Wick: Ballerina | Javier Macarro     |                      | [ 14 ] |

### Seriale
| Rok                | Tytuł                | Tytuł oryginalny     | Rola             | Uwaga                         | Źr.           |
| ------------------ | -------------------- | -------------------- | ---------------- | ----------------------------- | ------------- |
| 2019–2024 w filmie | The Umbrella Academy | The Umbrella Academy | Diego Hargreeves | Główna obsada                 | [ 9 ]         |
| 2023               | Most Dangerous Game  | Most Dangerous Game  | Victor Suero     | Główna obsada drugiego sezonu | [ 15 ] [ 16 ] |